# Rutheopsis tortuosa
Rutheopsis tortuosa (sin. Canaria tortuosa), biljka iz porodice štitarki nekada smještena u vlastiti rod Canaria (tribus Apieae), dio potporodice Apioideae, a 2021 je uključena u rod Rutheopsis, čiji je jedini prdstavnik bio R. herbanica.  Endem  je sa Kanarskih otoka.

## Sinonimi
- Canaria tortuosa (Webb & Berthel.) Jim.Mejías & P.Vargas
- Cnidium tortuosum (Webb & Berthel.) Benth. & Hook
- Ferula tortuosa Webb & Berthel.
- Seseli webbii Coss.
- Foeniculum webbii (Coss.) Benth. & Hook.fil.